# Петър Ужев
Петър Ужев или Петре Ужѐ е български революционер, деец на Върховния комитет и Вътрешната македоно-одринска революционна организация.

## Биография
Петър Ужев е роден около 1850 година в малешевското село Владимирово, тогава в Османската империя. Занимава се с хайдутство. Прилечен е от Върховния комитет и оглавява чета в Малешево, като едновременно с това поддържа връзки с ВМОРО и е личен приятел с Гоце Делчев.
| „ | Петър Ужев, макар и личен приятел на Гоце Делчев поддържал тактиката на Върховния комитет за водене на четническа дейност в Македония. За отбелязване е фактът, че четата на малешевеца Петър Ужев се ползувала с голям авторитет пред малешевското българско население, главно поради това, че наред с малешевската околийска чета и тя прочиствала района от турските разбойнически банди, които тероризирали и грабили местното население. А това прочистване от турските разбойници било посрещнато с облекчение от изстрадалото население. За българското население в Малешевска околия действията на т.нар. върховистки чети били и символ на освободителната мисия на майка България на поробените българи в Македония. | “ |

Участва в Горноджумайското въстание. Убит е от турски войници на 26 юли 1906 година в родното си село.